# Omán en los Juegos Olímpicos de Tokio 2020
Omán estuvo representado en los Juegos Olímpicos de Tokio 2020 por cinco deportistas, cuatro hombres y una mujer, que compitieron en cuatro deportes.
El portador de la bandera en la ceremonia de apertura fue el nadador Isa Al-Adawi. El equipo olímpico omaní no obtuvo ninguna medalla en estos Juegos.